# Ján Botto
Ján Botto (pseudonim: Janko Maginhradský; ur. 27 stycznia 1829 w Vyšnym Skálniku, zm. 28 kwietnia 1881 w Bańskiej Bystrzycy) – słowacki poeta romantyczny, autor ballad i opowieści inspirowanych poezją i symboliką ludową. Był najmłodszym poetą zaliczanym do tzw. generacji Štúrowców (słow. štúrovci), chociaż nigdy nie studiował w Bratysławie i sam nie zetknął się z Ľudovítem Štúrem. Od 1843 r. uczył się w liceum w Lewoczy, gdzie największy wpływ miał na niego Ján Francisci-Rimavský.
Wraz z Samo Chalupką, Andrejem Sládkovičem i Janko Kráľem należy do najwybitniejszych poetów epoki słowackiego romantyzmu. Największy rozgłos przyniósł mu wiersz pt. Śmierć Janosika (słow. Smrť Jánošikova; 1862).